# Hydroides azoricus
Hydroides azoricus är en ringmaskart som beskrevs av Zibrowius 1972. Hydroides azoricus ingår i släktet Hydroides och familjen Serpulidae. Inga underarter finns listade i Catalogue of Life.